# Ачкасово (усадьба)
Ачкасово — усадьба, расположенная в селе Ачкасово Воскресенского района Московской области.

## История
Имение построили в одноимённом селе Ачкасово, по исторической версии название села происходит от имени знатного татарина Очкаса, в XIV веке выехавший на службу к князю Дмитрию Донскому, последний наделил его землей в Коломенском уделе, после село закрепилось за его потомками, владевших им до XV века.
После Ачкасовых селом владел дворянский род Карамышевых, от чего название стало двойным Ачкасово-Карамышево.
Далее следующими владельцами были помещик Р. Петров, после боярин К. Жеребятичев. В начале XVII века стоящие в селе две усадьбы находившихся во владении дворян Норовых. Основана в середине XVIII века секунд-майора И. М. Норовым, после него имением владели помещики Стрекаловы. Усадебные постройки, флигель, сарай, Никольская церковь, водонапорная башня, сарай, ледник, оранжерея скорее всего были перестроены в конце XIX века. Никольская церковь с двухъярусной колокольней и шпилем построенная в 1816—1819 гг. в стиле ампир, на средства тогдашней владелицы И. Е. Стрекаловой. Конце XIX века усадьбу приобрели фабриканты Балины, сделавших её своей резиденцией.
До революции последним владельцем был фабрикант Валентин Асигкритович Балин. После революции фабрика и имение были национализированы и разграблены. В 1930 году церковь закрыли после чего долгое время была в запустение, и только в 1990 году возвращена верующим.

## Инфраструктура
Сохранились несколько двухэтажных флигелей, сарай, действующая церковь 1816—1819 гг в честь Казанской иконы Божией Матери с приделом во имя святителя Николая Чудотворца, водонапорная башня, руины конного двора сарая, оранжерея и других хозяйственных построек, ледник, липовая аллея вырубленная в 2000 году, фрагменты регулярного парка и остатки чугунных оград и каменных ворот. Кирпичное главное здание усадьбы утрачено в 1950-е годы.